# Mazghuna
Mazghuna (o Al-Mazghuna) és un llogaret d'Egipte a 5 km al sud de Dashur, prop del qual hi ha dos piràmides inacabades de finals de la dinastia XII o de la dinastia XIII.
Vegeu: Piràmides de Mazghuna.